# Heliòmetre
|  | No s'ha de confondre amb Heliògraf o Heliotrop (instrument). |

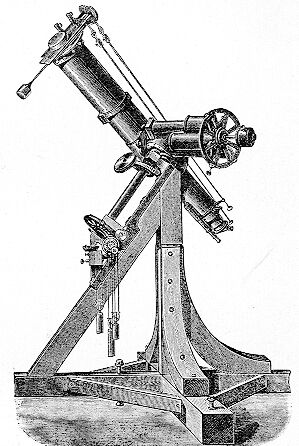
heliòmetre.

L'heliòmetre és un instrument propi per mesurar amb molta exactitud els diàmetres dels astres i particularment els del Sol i de la Lluna.
El savi  Bouguer, de l'Acadèmia de les Ciències, va inventar aquest instrument en 1747 el qual es compon de dos objectius d'un focus molt llarg col·locats l'un al costat de l'altre i combinats amb un només ocular. Cal que el tub del ullera tingui una forma cònica i que la superior sigui més gruixuda a causa de l'amplada dels dos objectius que rep: l'extremitat inferior ha d'estar guarnida, com es fa regularment, del seu ocular i d'un  micròmetre.

## Altres significats
L'heliòmetre és un sensor de llum diürna que compta amb 8 cèl·lules fotoelèctriques més 1 sensor d'infrarojos. Té com a funció mesurar la intensitat de la llum al llarg del dia i registrar l'angle d'incidència de la llum solar. La informació que proporciona permet l'automatisme de persianes motoritzades en façanes d'edificis i també la regulació de les lluminàries en funció de la quantitat de llum natural que existeixi.